# Dorcadion bodemeyeri
Dorcadion bodemeyeri là một loài bọ cánh cứng trong họ Cerambycidae.